# 江良至
江良 至（えら いたる）は、日本の脚本家。熊本県出身。大東文化大学文学部日本文学科卒業。

## 作品一覧

### 映画
- アンドロメディア（1998年）- 脚本協力
- 難波金融伝 ミナミの帝王 劇場版 XIV 借金極道（1999年）
- 難波金融伝 ミナミの帝王 劇場版 XVII プライド（2000年）
- ビジターQ（2000年）
- 難波金融伝 ミナミの帝王 劇場版 XVI 借金セミナー（2000年）
- 餓狼の群れ（2000年）
- 闇の処刑人 Dジャッジ（2001年）
- 陰陽師（2001年）
- 天国から来た男たち（2001年）
- 熊本物語（2002年）
- HEAT -灼熱-（2003年）
- 陰陽師II（2003年）
- 0からの風（2007年）
- 大阪ハムレット（2008年）
- きみに届く声（2008年）
- 爆走!トミカヒーローグランプリ（2008年、監督兼任）
- 落語娘（2008年）
- 必死剣 鳥刺し（2010年、共同脚本）
- 桜田門外ノ変（2010年）
- 牙狼<GARO> 〜RED REQUIEM〜（2010年）
- 種まく旅人 くにうみの郷（2015年、共同脚本）
- 媚空 -ビクウ-（2015年）
- ジョジョの奇妙な冒険 ダイヤモンドは砕けない 第一章（2017年）
- マンハント（2018年、共同脚本）
- みをつくし料理帖（2020年、共同脚本）
- 嘘喰い（2022年、共同脚本）
- バイオレンスアクション（2022年、共同脚本）
- 虎の流儀 激突!燃える嵐の関門編（2022年）

### テレビドラマ
- 天然少女 萬（1999年）
- 天然少女萬NEXT-横浜百夜篇（1999年）
- 牙狼-GARO-スペシャル 白夜の魔獣（2006年）
- 生物彗星WoO（2006年）- シリーズ構成・脚本
- 警視庁捜査一課9係　season2（2007年）
- トミカヒーロー レスキューファイアー（2009年）
- 牙狼＜GARO＞〜MAKAISENKI〜（2011年）
- 基町アパート〜ドキュメンタリードラマ（2013年）
- 牙狼＜GARO＞ 〜闇を照らす者〜（2013年4月）
- おそろし〜三島屋変調百物語（2014年）
- コードネームミラージュ（2017年）
- GARO -VERSUS ROAD-（2020年）- シリーズ構成・脚本

### オリジナルビデオ
- 悪玉志願（1996年）
- なにわポリス・ストーリー 道頓堀いてまえ警部（1997年）
- 好き・すき・スキッ! 4 Streets Love（1997年）
- 獣の領分（1997年）
- FULL METAL 極道（1997年）
- 難波金融伝 ミナミの帝王 消えない傷跡（1999年）
- 難波金融伝 ミナミの帝王 システム金融（1999年）
- 難波金融伝 ミナミの帝王 トイチの身代金（2000年）
- ホステスNo.1 再建屋みなみ（2000年）
- 実録・広島やくざ戦争（2000年）
- 広島やくざ戦争 完結編（2000年）
- 首領の女（2001年）
- 首領の女2（2001年）
- 難波金融伝 ミナミの帝王 スペシャルVer.40 裏金略奪（2001年）
- 続・広島やくざ戦争 流血!第三次抗争勃発（2001年）
- 首領の女3（2002年）
- 難波金融伝 ミナミの帝王 誘惑の華（2003年）
- 難波金融伝 ミナミの帝王 仮面の女（2004年）
- 難波金融伝 ミナミの帝王 恐喝のサイト（2004年）
- 岸和田少年愚連隊 ゴーイング・マイ・ウェイ（2004年）
- 富士の魂（2005年）
- 難波金融伝 ミナミの帝王 賠償金の行方（2005年）
- ミナミの帝王 ヤング編 金貸し萬田銀次郎（2006年）
- 実録 新選組（2006年）

### アニメ
- 最終兵器彼女（2002年）兼 シリーズ構成
- 最終兵器彼女 Another love song（2005年）

### WEBドラマ
- ネット探偵アイコ（2002年）
- ネット探偵アイコII（2002年）